# Minions: L'origen de Gru
Minions: L'origen de Gru (originalment en anglès, Minions: The Rise of Gru; també coneguda com a Minions 2) és una pel·lícula de comèdia animada per ordinador dels Estats Units produïda per Illumination i distribuïda per Universal Pictures. És la seqüela de la preqüela derivada Els Mínions (2015) i la cinquena entrada de la franquícia de Gru. Està dirigida per Kyle Balda, amb Brad Ableson i Jonathan del Val com a codirectors.
Minions: L'origen de Gru s'estrenà al Festival Internacional de Cinema d'Animació d'Annecy el 13 de juny de 2022 i l'1 de juliol del mateix any es va estrenar la versió doblada al català a les sales de cinema. Va ser al mateix dia que s'estrenés als Estats Units amb Universal Pictures. La distribució del doblatge en català va comptar amb 33 còpies.

## Producció
El gener de 2017, Universal Pictures and Illumination van anunciar la seqüela de la seva pel·lícula d'animació, Els Mínions. La producció va començar el juliol de 2017, amb Brad Ableson afegit com a codirector. El maig de 2019 es va revelar el títol del projecte.
La producció de la pel·lícula es va traslladar al teletreball durant la pandèmia de la COVID-19, després del tancament temporal d'Illumination Mac Guff.
La pel·lícula veu el retorn de les veus en anglès de Steve Carell com a Gru, i Pierre Coffin com als Minions, juntament amb Taraji P. Henson, Michelle Yeoh, RZA, Jean-Claude Van Damme, Lucy Lawless, Dolph Lundgren, Danny Trejo, Russell Brand, Julie Andrews i Alan Arkin.

## Repartiment
| Intèrpret (veu)       | Personatge    | Veu en català    |
| --------------------- | ------------- | ---------------- |
| Steve Carell          | Gru           | Albert Mieza     |
| Alan Arkin            | Wild Kpunys   | Domènec Farell   |
| Taraji P. Henson      | Donna Disco   | Mónica Naranjo   |
| Michelle Yeoh         | Mestra Chow   | Neus Sendra      |
| Julie Andrews         | Mare d'en Gru | Maria Luisa Solá |
| Russell Brand         | Dr. Nefario   | Francesc Pujol   |
| Jean-Claude Van Damme | Pierre Pinça  | Eduard Doncos    |
| Dolph Lundgren        | Svenjança     | Ángel Del Río    |
| Danny Trejo           | Punysferrenys | Francesc Belda   |
| Lucy Lawless          | Sor-Chaku     | Margarita Ponce  |
| RZA                   | moter Otto    | Claudi Domingo   |